# Stefan Ström
Stefan Ström (ur. 13 grudnia 1977) – szwedzki bokser, olimpijczyk.

## Kariera amatorska
W 1996 r., Ström reprezentował Ukrainę na igrzyskach olimpijskich w Atlancie, rywalizując w kategorii papierowej (do 48 kg.). W pierwszej walce zmierzył się z Yosvanim Aguilerą, z którym przegrał przed czasem..